# كيلومتر مربع
الكيلومتر المربع هو وحدة قياس مساحة. يُرمز له بالرمز (كم²) أو km2 وهو أحد مضاعفات المتر المربع، وهو الوحدة الدولية لقياس المساحة.
الكيلومتر المربع الواحد (1 km2) يساوي :
- 1,000,000 متر مربع (m2)
- 100 هكتار (ha)

وهو يساوي تقريبا:
- 0.3861 ميل مربع [1]
- 247.1 آر[2]

عكسيا:
- 1m2 = 0.000001 (10−6) km2
- 1ha = 0.01 (10−2) km2
- 1 mi² = 2.5899 km2[3]
- 1a = 0.004047 km2 [4]

## أمثلة على مساحات ذات كيلومتر مربع واحد

### شبكات الخرائط الطبوغرافية

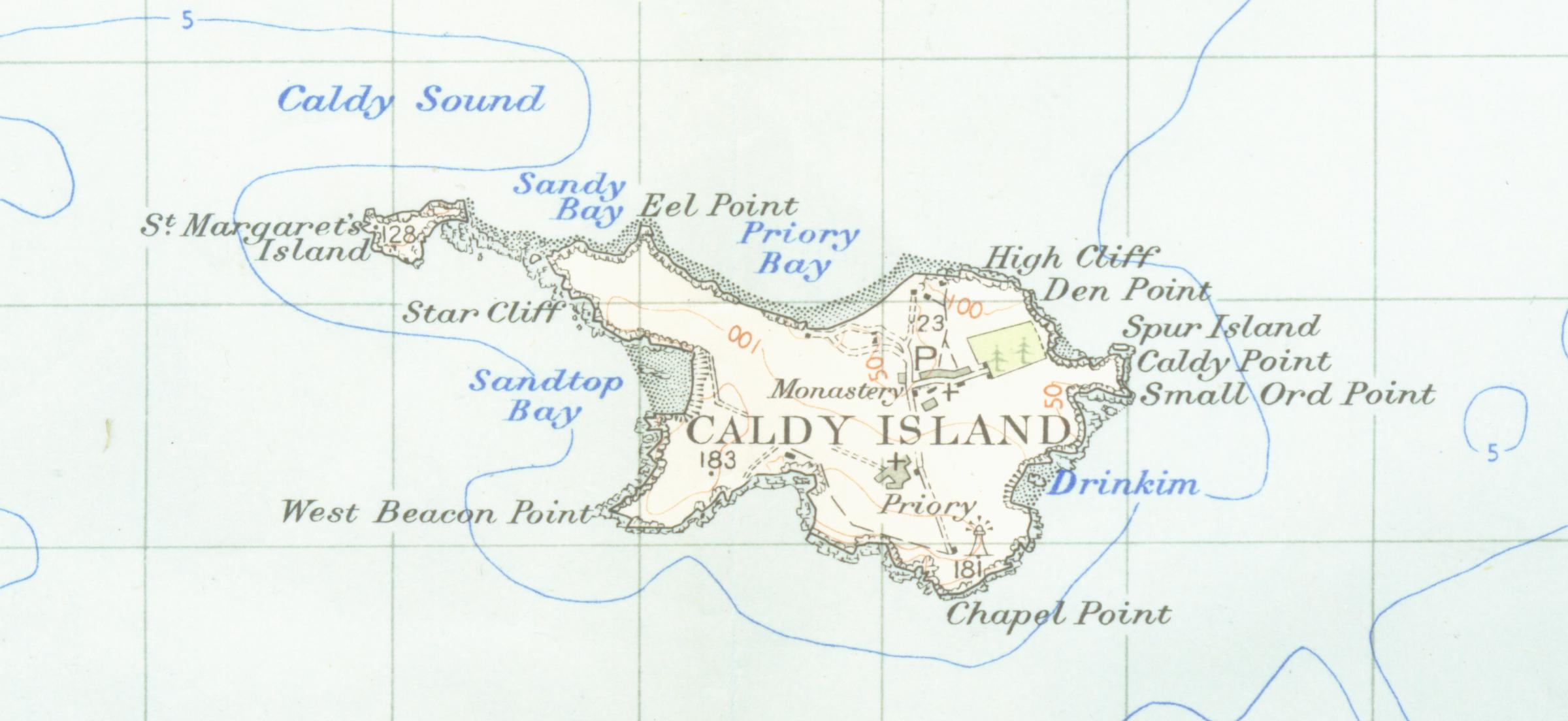
نشرت 1952. طول أضلاع مربعات الشبكة هو كيلومتر واحد ما يعطي لكل مربع مساحته كيلومتر مربع واحد. تظهر الخريطة أن مساحة الخريطة تساوي كيلومترين مربعين.

ترسم شبكات الخرائط الطبوغرافية بقياس المتر، مع اعتبار كل ضلعِ مربع بـ 1000 متر.
- ترسم شبكات الخرائط الطبوغرافية بمقياس {\displaystyle {\frac {1}{100.000}}}، بمربعات طول ضلعها ألف متر (1 كيلومتر).
- تقسم الخرائط بمقياس {\displaystyle {\frac {1}{100.000}}} إلى مربعات تمثل مساحة كيلومتر مربع في الحقيقة، وسنتيمتر واحد على الخريطة
- تقسم الخرائط بمقياس {\displaystyle {\frac {1}{50.000}}} إلى مربعات بقياس 2 سم × 2 سم على الخريطة، حيث مساحتها 4 سنتيمتر مربع، والتي بدورها تمثل كيلومتر مربع على الأرض.
- تقسم الخرائط بمقياس {\displaystyle {\frac {1}{25.000}}} إلى مربعات طول ضلعها 4 سنتيمتر، وتكون مساحتها 16 سم²، والتي بدورها تمثل 1 كيلومتر مربع.
- في كل الحالات يمثل المربع على الخريطة كيلومترا مربعا.

### مراكز المدن في العصر الحديث

خريطة مدينة دلفت، الأراضي المنخفضة رسمت سنة 1659. تحيط الأسوار مساحة تقارب 1 كيلومتر مربع

تحيط معظم أسوار مدن أوروبا القديمة في العصر الحديث بمساحات تقارب كيلومترا مربعا. هذه الأسوار ما زالت قائمة أو عوضت بطرق وأزقة، كما هو الحال في بروكسل، حيث عوض السور بطريق حلقية، أو في فرانكفورت حيث قامت حدائق جديدة مقام السور. يمكن حساب مساحة الأرض داخل السور بسهولة حيث يستخدم السور شكلا مستطيليا أو إهليلجيا.

#### أمثلة
- دلفت، الأراضي المنخفضة (انظر الخريطة)

الموقع: 52°0′54″N 4°21′34″E / 52.01500°N 4.35944°E
المدينة المحاطة بسور كانت تقريبا مستطيلية.
الطول التقريبي للمستطيل كان تقريبا 1.30 كيلومتر (0.81 ميل).
العرض التقريبي للمستطيل كان تقريبا 0.75 كيلومتر (0.47 ميل).
مستطيل مثالي بهذه القياسات يعطي مساحة من 1.30×0.75 ≈ 0.9 كم2
- لوكا (إيطاليا)

الموقع: 43°50′38″N 10°30′2″E / 43.84389°N 10.50056°E
المدينة تقريبا مستطيلة مع حواف شمال-شرقية وشمال-غربية مستديرة.
المسافة القصوى من الشرق إلى الغرب هي 1.36 كيلومتر (0.85 ميل).
المسافة القصوى من الشمال إلى الجنوب هي 0.80 كيلومتر (0.50 ميل).
مستطيل مثالي من هذه الأبعاد قد يساوي 1.36×0.80 = 1.088 كم2.
- شيستر، المملكة المتحدة

الموقع: 53°12′1″N 2°52′45″W / 53.20028°N 2.87917°W
شيستر واحدة من أصغر المدن الإنجليزية التي تملك سوراً شبه ملامس لها.
المسافة من نورثغايت إلى واترغايت تساوي تقريبا 855 متر.
المسافة من إيستغايت إلى ويستغايت تساوي تقريبا 589 متر.
مساحة مستطيل مثالي بهذه القياسات يعطي (855/1000) × (589/1000) = (0.589 × 0.855) = 0.504 كم2.

### مساحات خضراء
تأتي المساحات الخضراء بكل القياسات؛ قليل منها فقط مساحتها كيلومتر مربع. ها هي بعض الأمثلة:
- منتزه ريفرسايد، المملكة المتحدة.[7]
- منتزه بيرلي الغابوي، المملكة المتحدة.[8]
- منتزه ريو دي لوس أنجلس، كاليفورنيا، الولايات المتحدة الأمريكية [9]
- حديقة جونز، أيوا، الولايات المتحدة الأمريكية .[10]
- منتزه كييست، دالاس، تكساس، الولايات المتحدة الأمريكية.[11]
- منتزه ومخيم هول-إن-ذا-وول، جزيرة غران مانان، خليج فاندي، نيو برانسويك، كندا.[12]
- منتزه مقاطعة داونينغ، كولومبيا البريطانية، كندا.[13]
- منتزه سيتاديل، بوزنان، بولندا.[14]
- منتزه سيدني الأولمبي، سيدني، أستراليا، يحتوي على 1 كيلومتر مربع من الممرات المائية والأراضي الرطبة.[15]

## مضاعفات وأجزاء الكيلومتر المربع
| المضاعف | الاسم                      | الرمز |       | الجزء                   | الاسم | الرمز |
| 100     | المتر المربع (السنتيآر)    | m2    | 100   | المتر المربع (السنتيآر) | m2    |       |
| 102     | الديكامتر المربع (الآر)    | dam2  | 10−2  | الديسيمتر المربع        | dm2   |       |
| 104     | الهكتومتر المربع (الهكتار) | hm2   | 10−4  | السنتيمتر المربع        | cm2   |       |
| 106     | الكيلومتر المربع           | km2   | 10−6  | المليمتر المربع         | mm2   |       |
| 1012    | الميكامتر المربع           | Mm2   | 10−12 | الميكرومتر المربع       | µm2   |       |
| 1018    | الجيغامتر المربع           | Gm2   | 10−18 | النانومتر المربع        | nm2   |       |
| 1024    | التيرامتر المربع           | Tm2   | 10−24 | البيكومتر المربع        | pm2   |       |
| 1030    | البيتامتر المربع           | Pm2   | 10−30 | الفيمتومتر المربع       | fm2   |       |
| 1036    | الإكسامتر المربع           | Em2   | 10−36 | الأتومتر المربع         | am2   |       |
| 1042    | الزيتامتر المربع           | Zm2   | 10−42 | الزيبتومتر المربع       | zm2   |       |
| 1048    | اليوتامتر المربع           | Ym2   | 10−48 | اليوكتومتر المربع       | ym2   |       |